# Svenska mästerskapen i längdskidåkning 1995
Svenska mästerskapen i längdskidåkning 1995 arrangerades i Sunne.

## Medaljörer, resultat

### Herrar
| Gren                    | Guld                                                           | Guld                                                           | Silver              | Silver          | Brons               | Brons         |
| 15 km (K)               | Vladimir Smirnov                                               | Stockviks SF                                                   | Henrik Forsberg     | Bergeforsens SK | Mathias Fredriksson | Häggenås SK   |
| 30 km (K)               | Mathias Fredriksson                                            | Häggenås SK                                                    | Henrik Forsberg     | Bergeforsens SK | Torgny Mogren       | Åsarna IK     |
| 50 km (F)               | Anders Bergström                                               | Domnarvets GoIF                                                | Mathias Fredriksson | Häggenås SK     | Christer Majbäck    | Jukkasjärvi   |
| Jaktstart (15 K + 10 F) | Vladimir Smirnov                                               | Stockviks SF                                                   | Henrik Forsberg     | Bergeforsens SK | Lars Håland         | Dala-Järna IK |
| Stafett 3 x 10 km (F)   | IFK Mora SK (Tomas Andersson, Håkan Nordbäck, Staffan Larsson) | IFK Mora SK (Tomas Andersson, Håkan Nordbäck, Staffan Larsson) |                     |                 |                     |               |
| Lagtävling 15 km        | Dala-Järna IK                                                  | Dala-Järna IK                                                  |                     |                 |                     |               |
| Lagtävling 30 km        | Åsarna IK                                                      | Åsarna IK                                                      |                     |                 |                     |               |
| Lagtävling 50 km        | Domnarvets GoIF                                                | Domnarvets GoIF                                                |                     |                 |                     |               |
| Lagtävling Jaktstart    | Dala-Järna IK                                                  | Dala-Järna IK                                                  |                     |                 |                     |               |

### Damer
| Gren                 | Guld                                                        | Guld                                                        | Silver               | Silver         | Brons                | Brons          |
| 5 km (K)             | Marie-Helene Östlund                                        | Hudiksvalls IF                                              | Anna Frithioff       | Kvarnsveden    | Annika Evaldsson     | Sollefteå SK   |
| 15 km (K)            | Antonina Ordina                                             | Sollefteå SK                                                | Annika Evaldsson     | Sollefteå SK   | Marie-Helene Östlund | Hudiksvalls IF |
| 30 km (F)            | Antonina Ordina                                             | Sollefteå SK                                                | Marie-Helene Östlund | Hudiksvalls IF | Annika Evaldsson     | Sollefteå SK   |
| Jaktstart (5K + 10F) | Antonina Ordina                                             | Sollefteå SK                                                | Marie-Helene Östlund | Hudiksvalls IF | Annika Evaldsson     | Sollefteå SK   |
| Stafett 3 x 5 km (F) | Sollefteå SK (Lis Frost, Annika Evaldsson, Antonina Ordina) | Sollefteå SK (Lis Frost, Annika Evaldsson, Antonina Ordina) |                      |                |                      |                |
| Lagtävling 5 km      | Sollefteå SK                                                | Sollefteå SK                                                |                      |                |                      |                |
| Lagtävling 15 km     | Sollefteå SK                                                | Sollefteå SK                                                |                      |                |                      |                |
| Lagtävling 30 km     | Sollefteå SK                                                | Sollefteå SK                                                |                      |                |                      |                |
| Lagtävling Jaktstart | Sollefteå SK                                                | Sollefteå SK                                                |                      |                |                      |                |

### Webbkällor
- Svenska Skidförbundet
- Sweski.com